# Altamont (Oregon)
Altamont – jednostka osadnicza w Stanach Zjednoczonych, w stanie Oregon, w hrabstwie Klamath.